# Gösta Bergholtz
Gösta Alfred Magnus Bergholtz, född 11 april 1913 i Adolf Fredriks församling i Stockholm, död 29 december 2008 i Sigtuna församling i Stockholms län, var en svensk klockgjutare.
Gösta Bergholtz var son till klockgjutaren Magnus Bergholtz (1882–1974) och Hildur Widén (1883–1973). I slutet av 1940-talet övertog han efter fadern släktföretaget Bergholtz klockgjuteri som grundats redan på 1850-talet. Företaget har levererat klockor till ett stort antal kyrkor i landet och kom att drivas inom släkten Bergholtz ända in på 2000-talet. Gösta Bergholtz gav ut flera böcker om hantverket och familjeföretaget.
Bergholtz gifte sig 1939 med Gun Eklund (1916–2009) och fick fyra barn: Lars Bergholtz (född 1940), Eva Lindqvist (1942–2005), Ulla Bergholtz (född 1942), mor till musikern Uje Brandelius, och Bo Bergholtz (född 1947), som drev klockgjuteriet vidare. Gösta Bergholtz är begravd i Sigtuna.